# Виджевано
Виджевано (на италиански: Vigevano) е град и община в провинция Павия, в региона Ломбардия, Италия. Градът има 63 153 жители (31 декември 2017 г.). Намира се на 35 км югозападно от Милано близо до река Тичино.

## История
През римско време градът се нарича Victumulae. През Втората пуническа война близо до града се провежда през 218 пр.н.е. Битка при Тичино, при която римляните са победени от картагенците на Ханибал.

## Личности
Родени
- Бона Сфорца, кралица на Йерусалим и кралица на Полша.
- Лудовико Сфорца построил на хълма на града двореца Castello Sforzesco (1492 – 1494).